# Добровольное (Башкортостан)
Добровольное (баш. Добровольный) — деревня в Степановском сельсовете  Аургазинского района  Республики Башкортостан.
С 2005 современный статус.

## История
Статус деревня, сельского населённого пункта, посёлок получил согласно Закону Республики Башкортостан от 20 июля 2005 года N 211-з «О внесении изменений в административно-территориальное устройство Республики Башкортостан в связи с образованием, объединением, упразднением и изменением статуса населенных пунктов, переносом административных центров», ст.1:

6. Изменить статус следующих населенных пунктов, установив тип поселения — деревня:
 
5)  в Аургазинском районе:…

р) поселка Добровольное Степановского сельсовета

## Население
| 2002 | 2009 | 2010 |
| ---- | ---- | ---- |
| 78   | ↗81  | ↘64  |

Национальный состав
Согласно переписи 2002 года, преобладающие национальности —  башкиры (41 %), украинцы (32 %).

## Географическое положение
Расстояние до:
- районного центра (Толбазы): 17 км,
- центра сельсовета (Степановка): 4 км,
- ближайшей ж/д станции (Белое Озеро): 47 км.